# Geografia degli Stati Federati di Micronesia
Da un punto di vista geografico, gli Stati Federati di Micronesia (SFM) son composti da 607 isole distribuite su 2.900 km, dell'arcipelago delle Isole Caroline a est delle Filippine. Sono costituiti da quattro gruppi di isole: Yap, Chuuk (chiamata Truk fino al gennaio 1990), Pohnpei (chiamata Ponape fino a Novembre 1984), e Kosrae (chiamata Kusiae). La capitale federale è Palikir, sull'isola Pohnpei. Separate dai quattro gruppi di isole, vi sono Nukuoro e Kapingamarangi, geograficamente e politicamente appartenenti alla Micronesia, ma linguisticamente e culturalmente parte della Polinesia: le lingue parlate in queste due isole sono samoane della famiglia delle lingue polinesiane.

## Clima
Gli SFM godono di un clima tropicale e temperature calde durante l'anno. La pioggia è generalmente abbondante, e Pohnpei è reputata uno dei luoghi più piovosi della terra, con una piovosità di 8,4 m di pioggia all'anno.
I tifoni tropicali sono una minaccia che ricorre annualmente, specialmente per gli atolli con poca altitudine. La siccità si presentano periodicamente specie quando la condizione climatica del Niño si sposta nel Pacifico occidentale.

## Dati geografici
Posizione:
Oceania
Coordinate geografiche: 6°55′N 158°15′E
Area:

total:
702 km²

land:
702 km²

water:
0 km²

note:
inclusa Pohnpei, Chuuk, Yap, e Kosrae
Coste:
6,112 km
Territorio marittimo:

zona economica esclusiva:
200 nm (370 km)

mare territoriale:
12 nm
Clima:
tropicale
Terreno:
isole di varia origine geologica, con montagne non molto alte, atolli corallini; vulcani spenti su Pohnpei, Kosrae, e Chuuk.
Altitudine:

punto più basso:
Oceano Pacifico, 0 m

punto più alto:
Nahnalaud, 782 m, a Pohnpei
Risorse naturali:
foreste, prodotti marini, depositi marini di minerali
Disastri naturali:
tifoni (da giugno a dicembre)